# تاريخ الرسوم المتحركة للكون
تاريخ الكون بشكل كرتونيّ (بالإنجليزية: The Cartoon History of the Universe) هي سلسلة كتب تتحدث عن تاريخ العالم. كتبها ورسمها رسام الكاريكاتير الأمريكي والأستاذ وعالم الرياضيات لاري جونيك، الذي بدأ المشروع في عام 1978. يشرح كل كتاب من السلسلة فترة من تاريخ العالم بترتيب زمني فضفاض. على الرغم من نشرها في الأصل كسلسلة كتب هزلية، إلا أن السلسلة نُشرت الآن في مجلدات بأغلفة ورقية تجارية يتخطى كل منها عدة مئات من الصفحات. يغطي المجلد الأخير تاريخ العالم من أواخر القرن الثامن عشر إلى أوائل عام 2008. تم نشر المجلدين الأخيرين في عامي 2007 و2009، بعنوان تاريخ العالم الحديث بشكل كرتونيّ المجلدان الأول والثاني. تمت ترجمة الكتب إلى العديد من اللغات، بما في ذلك البرتغالية واليونانية والتشيكية والبولندية.

## تاريخ النشر
بدأت شركة Rip of Press (مزق من الصحافة) وهي الناشِرة لكتب الرسوم الهزلية تحت الأرضية الهزلية ومقرها سان فرانسيسكو، في نشر تاريخ الكون بشكل كرتوني في عام 1978، مع نشر أول ستة أعداد بحلول عام 1981. نشرت Rip of Press تسعة أعداد من 1978 إلى 1992، ونشرت دابلداي الطبعة الأولى التي جمعتها في عام 1990.
أثناء بحث جونيك عن ناشر للكتب، تلقى دعمًا مبكرًا من جاكلين كينيدي أوناسيس، التي عملت كمحررة في دابلداي وأيدت نشر الشركة لكتبه تاريخ الكون بشكل كرتوني.

## أسلوب التوضيح
يتضح تاريخ الرسوم المتحركة بأسلوب الرسوم المتحركة بالأبيض والأسود . يستخدم Gonick من حين لآخر تقنيات الرسم المتقاطع وغيرها من تقنيات الرسم الواقعية ، لكنه يرسم بشكل أساسي بفرشاة وحبر نابض بالحياة يشبه تمايل بيل واترسون كالفن وهوبز ، وبوجو والت كيلي ، ورينيه جوسيني وأستريكس لألبرت أودرزو . من حين لآخر ، كما في التسلسلات عن الهند في الكتاب الثاني ، يقلد أسلوب جيلبرت شيلتون من The Fabulous Furry Freak Brothers .[بحاجة لمصدر]
٧تكريمه لأستريكس واضح. عندما يتم تصوير الإغريق ، فإنها غالبًا ما تشبه شخصيات Goscinny و Uderzo Asterix وObelix ، ولكن عندما تعامل Gonick مع الغزو الغالي لإيطاليا (390-387 قبل الميلاد) ، تظهر الشخصيات ، جنبًا إلى جنب مع Vitalstatistix ، بشكل لا لبس فيه (يتم نقل Vitalstatistix على a درع ، أستريكس يضرب جنديًا رومانيًا ، إلخ) ؛ وبينما يمشون نحو غروب الشمس ، يقرأ بالون الكلام "تعال ، أستريكس! دعنا نحصل على كتابنا الهزلي ". 

## إطار السرد
يبدأ كل مجلد أو فصل بمقدمة مكونة من لوحة أو اثنتين. يستعد أستاذ شبيه بأينشتاين (يمثل صوت جونيك المؤلف ) للسفر في آلة الزمن إلى أي مكان أو عصر يدور حوله الفصل. يقرأ الأستاذ مقطعًا من كتاب تاريخي ينشط "آلة الزمن" ، وهي أداة أدبية . على سبيل المثال ، يقرأ الأستاذ كتابًا عن الديناصورات لتقديم المجلد الأول عن عصور ما قبل التاريخ. يقرأ من كتاب Hans Zinsser Rats، Lice and History قبل المجلد 19 عن الموت الأسود . توفر هذه المقدمة جسرًا للعمل ، والسرد الرئيسي لكل فصل.

## أسلوب ونبرة السرد

### وجهة نظر
أي كتاب تاريخ له وجهة نظر ، وأفضل وصف لكتاب لاري جونيك بأنه " إنساني " ، لكنه غير مكتوب بأسلوب كتاب تعليمي. بدلاً من ذلك ، يصور جونيك التاريخ في خيوط طويلة ، ويحقن التوصيف في الشخصيات التاريخية ، ويبلغ باستمرار عن الحكايات الدموية ، ويركز على التفاصيل الغريبة - وكلها مدعومة بالبحث - لإحياء موضوعه. إنه يتحدث عن عظمة الإنجاز البشري ويقر بوحشية البشرية.

مقتطفات من تاريخ الكون بشكل كرتوني الجزء الثاني. لاحظ التوصيف المضاد للإسكندر الأكبر واستخدام جونيك للحبر الأسود.

بالإضافة إلى كونه تاريخًا مستقيمًا (وإن كان غير معتاد) ، يساعد The Cartoon History القراء على فهم السبب والنتيجة التاريخية - كيف يرتبط الماضي بالحاضر. يشرح الدوافع وراء اكتشافات البشر واختراعاتهم واستكشافاتهم وحروبهم وانتصاراتهم وأخطائهم. يسعى هدف جونيك التحريري إلى تحقيق العدالة لكل وجهة نظر.[بحاجة لمصدر]

### مزاح
يستخدم Gonick باستمرار عناصر الهجاء للعثور على أكثر الفكاهة في كل موقف. على سبيل المثال ، تصور إحدى لوحات الرسوم المتحركة همجية مجموعة من الهون الذين كانوا يقطنون الأفيال من جرف لتمتعهم السادي . صاح أحد الهون بابتسامة رشيقة ، "مشاعري صالحة!" - جنبًا إلى جنب مع بربرية الهون الوحشية مع نظرة ما بعد الحداثة التي عفا عليها الزمن عن قسوته [3].
وتجدر الإشارة أيضًا إلى استخدام جونيك للرسوم الكاريكاتورية . على سبيل المثال ، يصور روبرت جيسكارد ، المغامر النورماندي في القرن الحادي عشر ، باعتباره ابن عرس مجسمًا ، في إشارة إلى اسم جيسكارد والطبيعة الماكرة ، ويصور بابور ، مؤسس إمبراطورية موغال في القرن السادس عشر مع دلو (في إشارة إلى النظرية القائلة بأن اسم الفاتح يعني " القندس ").

## اقتباسات غير تقليدية
متحمسًا باستمرار للنبرة ، يستخدم Gonick ببليوغرافيا كل مجموعة لتعزيز محو الأمية التاريخية. في نهاية كل مجموعة منشورة ، يستشهد جونيك بمصادره بدقة. ولكن بدلاً من الاعتماد على ببليوغرافيا عادية مطبوعة ، يحافظ جونيك على أسلوبه غير التقليدي ونبرته الغزيرة بينما يأخذ الأستاذ القارئ في جولة كاريكاتورية لمصادره.
نظرًا لأن جزءًا كبيرًا من تاريخ الرسوم المتحركة يغطي العلوم التطورية والفيزياء وعلم الفلك والتاريخ القديم ، فقد أشار جونيك إلى الكتابات الأصلية حول هذه الموضوعات ، بدلاً من الاعتماد على المصادر الثانوية أو المختارات. بعض هذه المصادر الأولية هي ملاحم وطنية ، وكتابات ثقافية ، أو كتب مقدسة ، مثل إلياذة هوميروس ، وريج فيدا الهندية ، والكتاب المقدس. وبهذه الطريقة يحث قرائه أيضًا على قراءة المصادر الأولية.

## السلسلة
بدءًا من الكتاب الهزلي الأصلي المجلد 1 في عام 1977 ، تغطي السلسلة الكاملة تاريخ العالم حتى عام 2008.
1. Gonick، Larry (1990). The Cartoon History of the Universe – From the الانفجار العظيم to الإسكندر الأكبر (Volumes 1–7). Doubleday. ص. 368. ISBN:0-385-26520-4.
2. Gonick، Larry (1994). The Cartoon History of the Universe II – From the Springtime of China to the سقوط الإمبراطورية الرومانية الغربية (Volumes 8–13). Doubleday. ص. 305. ISBN:0-385-42093-5.
3. Gonick، Larry (2002). The Cartoon History of the Universe III – From the Rise of Arabia to the عصر النهضة (Volumes 14–19). Doubleday. ص. 300. ISBN:0-393-32403-6.
4. Gonick، Larry (2006). The Cartoon History of the Modern World – Volume 1: From Columbus to the U.S. Constitution. Collins. ص. 272. ISBN:0-06-076004-4.
5. Gonick، Larry (2009). The Cartoon History of the Modern World – Volume 2: From the Bastille to Baghdad. Collins. ص. 272. ISBN:0-06-076008-7.

## روابط خارجية
- موقع لاري جونيك الرسمي